# La Poua Gran de la Pregona
La Poua Gran de la Pregona és un pou de glaç del municipi de Sant Quirze Safaja (Moianès) que forma part de l'Inventari del Patrimoni Arquitectònic de Catalunya.

## Descripció
És un pou de glaç semisubterrani, un espai cilíndric de 11,5 metres de diàmetre per 8,80 d'alçada fins a l'arrencada de la cúpula semiesfèrica actualment totalment ensorrada. En els 5 metres de paret de pedra que sobresurten del nivell del terra, s'hi pot observar una porta d'1,80 metres d'alçada per 1,20 d'amplada que en època posterior a la de la construcció del pou fou restaurada amb maons. En la part de paret subterrània, també s'hi pot observar dos nivells de forats destinats a recolzar-hi les bastides de fusta.

## Història
Els pous del gel, es construïren i obtingueren la seva major rendibilitat en el decurs dels segles XVII, XVIII i part del XIX quan la fabricació o comercialització del gel representava una bona font d'ingressos. No obstant, durant la primera meitat del segle XX alguns pous continuaren funcionant, malgrat que l'aparició del gel artificial amb l'arribada de l'electricitat i els transports moderns fessin desaparèixer aquest tipus d'indústria. Els últims pous en funcionament ja no comercialitzaven amb els hospitals, mercats... de Barcelona, sinó que eren d'ús propi.
Les condicions necessàries per a la construcció d'un pou de glaç, són la proximitat a les vies de comunicació, amb llocs de consum no gaire allunyats i la seva instal·lació en llocs de fortes glaçades i bones aigües. El gel es recollia a l'hivern a les basses o rieres properes al pou. Es tallava en blocs i s'emmagatzemava per capes recobertes de palla, vegetació i gel trossejat dins les poues fins que a l'estiu, segons la demanda, s'anava extraient i transportant dins de sàrries també cobertes de palla i boll.